# مليندا غيتس
ميلندا غيتس (بالإنجليزية: Melinda Gates)‏ (15 أغسطس، 1964 - الآن) هي مديرة سابقة لعدة منتجات من مايكروسوفت من بينها مايكروسوفت أوفيس ببلشر ومايكروسوفت بوب. والزوجة السابقة لبيل غيتس رئيس مايكروسوفت حيث تزوجا في عام 1994 وانفصلا في عام 2024. وهي مشاركة في تأسيس مؤسسة بيل ومليندا غيتس. في ديسمبر 2005، وتم اختيارها وزوجها والموسيقار بونو كشخصيات العام من قبل مجلة تايم.

## النشأة وحياتها الشخصية
ولدت ميلندا في دالاس، تكساس في عام 1964 لأب يعمل مهندس وأم ربة منزل، ألتحقت بمدرسة سانت مونيكا الكاثوليكية، وبعدها ألتحقت بجامعة ديوك التي حصلت منها على البكالريوس في علم الحاسوب والاقتصاد في عام 1986، ثم حصلت على ماجستير إدارة الاعمال من كلية أعمال بجامعة ديوك عام 1987
وبعد ذلك ألتحقت بمايكروسوفت وشاركت في تطوير العديد من مشاريعها مثل مايكروسوفت بوبليشر، مايكروسوفت بوب، إنكارتا  ، تزوجت من بيل غيتس في عام 1994 في حفل خاص أقيم في جزيرة لاناي بهاواي بعدما كانوا قد ألتقوا في مؤتمر صحفي لمايكروسوفت عندما كانت تزور مانهاتن. وبعد الزواج بوقت قصير، تركت مايكروسوفت لتركز اهتمامها على عائلتها وكان آخر منصب لها في مايكروسوفت هو المدير العام لمنتجات المعلومات، وأنجبت ميلدا ثلاثة أطفال، بنتين جينيفر كاثرين جيتس (مواليد 1996) وفيبي أديل جيتس (ولد في 2002) ، وولد روري جون جيتس (ولد في 1999).
في مايو ٢٠٢١ اعلنت مليندا وبيل طلاقهما الرسمي بعد زواج استمر لمدة ٢٧ عام
في مارس ٢٠٢٤ اصبحت جدة لحفيدتها الاولى ابنة بنتها جينفير المتزوجة من الفارس نائل نصار 

## الجوائز
في 2005 أعلنت مجلة تايم أنها اختارت وبيل و مليندا جيتس والمغني بونو كشخصيات العام تقديرا لعملهم في سبيل إرساء العدالة في العالم.
وفي عام 2008 جائت في الترتيب رقم 40 في قائمة مجلة فوربس لأقوى 100 أمراة في العالم 

## الأعمال المنشورة
The Moment of Lift: How Empowering Women Changes the World (2019) ISBN 978-1-250-31357-7

## وصلات خارجية
- مليندا غيتس على موقع IMDb (الإنجليزية)
- مليندا غيتس على موقع الموسوعة البريطانية (الإنجليزية)
- مليندا غيتس على موقع مونزينجر (الألمانية)
- مليندا غيتس على موقع إن إن دي بي (الإنجليزية)
- مليندا غيتس على موقع قاعدة بيانات الفيلم (الإنجليزية)
- مليدنا فرنش غيتس: ما تستطيع المنظمات غير الربحية تعلمه من كوكاكولا محاضرات تيد، تيد، تاريخ الولوج 4 أكتوبر 2011